# سوفی هوسکینگ
سوفی هوسکینگ (انگلیسی: Sophie Hosking؛ زادهٔ ۲۵ ژانویهٔ ۱۹۸۶) قایقران روئینگ اهل بریتانیا است.